# Giuseppe Domenico Botto
Giuseppe Domenico Botto (Moneglia, 4 aprile 1791 – Torino, 20 marzo 1865) è stato un fisico italiano.

## Biografia
Professore di fisica a Torino dal 1828, Botto studiò a Genova e all'École Polytechnique a Parigi. Architetto e capitano del Genio, partecipò ai moti di Alessandria del 1821. A Torino compì numerose ricerche relative all'induzione, ai fenomeni chimici, termici e magnetici delle correnti. Studiò le macchine elettriche per migliorarne il funzionamento e si occupò di motori elettrici e di telegrafia.

## Studi
Dal punto di vista scientifico si occupò dei fenomeni termici, chimici e magnetici prodotti dalla corrente elettrica. Si occupò di macchine elettriche: nel 1830 descrisse in una nota un prototipo di motore elettrico a cui si stava lavorando e ne pubblicò a Torino la descrizione intorno al 1836, in una memoria intitolata Machine Loco-motive mise en mouvement par l'électro-magnétisme. Un apparecchio costruito sulla base della sua descrizione negli anni 1840 faceva parte della collezione di strumenti scientifici dei granduchi di Toscana, ora conservata nel Museo Galileo di Firenze. Un esemplare del "motore di Botto" è visibile al museo della facoltà di Fisica dell'Università di Torino. Negli anni seguenti pubblicò altri lavori riguardanti il miglioramento dell'efficienza dei motori elettrici.
Ottenne inoltre l'elettrolisi dell'acqua mediante un generatore manuale di scintille elettriche, la "calamita elettrica" ideata da Leopoldo Nobili e Vincenzo Antinori sulla base della scoperta dell'induzione elettromagnetica, fatta da Michael Faraday nel 1831.
Si occupò anche di altre materie e nel 1846 pubblicò una nota per il miglioramento dell'agricoltura in Piemonte (Catechismo agrologico. ossia principii di Scienza applicati all'Agricoltura). Nel 1849 propose un nuovo sistema di trasmissione e codifica per il telegrafo elettrico (appunti su questo argomento sono stati recentemente scoperti negli archivi del Museo Sanguineti Leonardini di Chiavari.